# Gente
«Gente» (укр. Люди) — пісня іспанського гурту El Sueño de Morfeo. Третій сингл з альбому «Cosas que nos hacen sentir bien» (2009).

## Відеокліп
Кліп був знятий в Сан-Себастьяні в районі «Intxaurrondo» 2009 року. На початку відео показано гурт El Sueño de Morfeo, що застряг у заторі серед великої кількості машин. Навколо показано різних людей (літнього чоловіка з палицею, музикантів, що грають на акордеоні, а також людей з інших автомобілів). Пізніше учасники гурту вирішують вийти з авто та починають кликати інших людей також виходити. Наприкінці відео гурт влаштовує концерт у заторі серед автомобілів на штучній сцені та збирає навколо себе велику кількість шанувальників.

## Чарт у Los40
| Позиція | 35 | 38 | 40 |